# Cecropia pittieri
Cecropia pittieri är en nässelväxtart som beskrevs av B. L. Robinson apud Stewart. Cecropia pittieri ingår i släktet Cecropia och familjen nässelväxter. Inga underarter finns listade i Catalogue of Life.